# Todor Švrakić
Todor Švrakić (Prijedor, 10. ožujka 1882. – Sarajevo,, 5. prosinca 1931.), bosanskohercegovački je slikar srpskog podrijetla. Prvi je školovani slikar sa područja Bosne i Hercegovine.

## Životopis
Todor Švrakić je rođen 1882. godine u Prijedoru, u siromašnoj bosanskoj srpskoj zanatskoj obitelji. Kao sin drvodjelje, sa 16 godina odlazi u Beograd gdje pohađa privatnu slikarsku školu Riste i Bete Vukanović. Obrazovao se i u Umjetničkoj školi u Beogradu, smještenoj u Gospodar Jevremovom konaku. Usavršavanje je produžio kod Paje Jovanovića u Beču, i kasnije u Pragu i Parizu. Bio je stipendista sarajevske Prosvjete na Umjetničkoj akademiji u Pragu. Sa kolegama sa praške akademije, Perom Popovićem i Brankom Radulovićem, priredio je 1907. godine zajedničku izložbu u Sarajevu. Bilo je još nekoliko njegovih samostalnih izložbi, poput one u rodnom Prijedoru kolovoza 1910. godine. Prije Prvog svjetskog rata bio je član društva Medulić, sa kojim je izlagao u Zagrebu, krajem iste 1910. godine.
Izlagao je 1911. godine u Pragu, i na svim izložbama Medulića, zatim u Rimu 1911. godine za paviljon Kraljevine Srbije i na svim jugoslavenskim izložbama u to vrijeme. Radio je kompozicije portrete i pejzaže, od kojih je najpoznatiji zvanični i jedini portret Nikole Pašića. Otvorio je svoju privatnu slikarsku školu u Sarajevu.
Studenog 1927. godine Švrakić je u Novinarskom domu u Beogradu priredio izložbu svojih akvarela. Radovi su se odnosili na "divote" Južne Srbije. Na godišnjoj izložbi društva Lade 13. ožujka 1932. godine publika je imala priliku da vidu njegovu posmrtnu kolekciju. Istu je činilo 20 radova, uglavnom akvarela na kojima je umjetnik prikazao folkorni karakter muslimanskih krajeva Bosne i Južne Srbije. Švrakić je značajan za etnologiju, jer je na svojim tematskim ciklusima vjerno, upečatljivo prikazao tadašnji narodni život U Bosni, Južnoj Srbiji, Toplici, Đerdapu i Istočnoj Srbiji i ostalim krajevima Jugoslavije. Samostalno je izlagao u Beogradu (1913., 1971.), Sarajevu (1919., 1920., 1923., 1969.), Novom Sadu (1919.) i Somboru (1919., 1922., 1923.).
Radio je kao predavač u srednjim školama u Sarajevu i Tuzli. Godine 1930. on je učitelj vještina u Prvoj muškoj gimnaziji u Sarajevu. Unaprijeđen je u nastavnika druge grupe, druge kategorije. Bilo je to pred smrt početkom prosinca 1931. godine. Tu u Sarajevu u ulici koja je nosila njegovo ime, bio mu je stan, u kojem je stvarao i umro. Bio je oženjen Bosiljkom, nastavnicom građanskih škola, sa kojim je imao sina Mirka, psihijatra psihoanalitičara. Supruga je nakon njegove smrti prešla sa službom iz Sarajeva u Beograd. 
Preminuo je u Sarajevu 5. prosinca 1931. godine. 

## Galerija
- Sarajevo
- Morske hridi, 1920.
- Prelazak preko Albanije, 1921.
- Šuma, 1925.
- Kosac
- Mučenici za slobodu

## Vanjske povezice
- Todor Švrakić